# Onthophagus sayapensis
Onthophagus sayapensis là một loài bọ cánh cứng trong họ Bọ hung (Scarabaeidae).